# Chippewa Falls
Chippewa Falls es una ciudad ubicada en el condado de Chippewa en el estado estadounidense de Wisconsin. En el Censo de 2010 tenía una población de 13.661 habitantes y una densidad poblacional de 442,46 personas por km².

## Geografía
Chippewa Falls se encuentra ubicada en las coordenadas 44°56′6″N 91°23′22″O / 44.93500, -91.38944. Según la Oficina del Censo de los Estados Unidos, Chippewa Falls tiene una superficie total de 30.88 km², de la cual 29.45 km² corresponden a tierra firme y (4.63%) 1.43 km² es agua.

## Demografía
Según el censo de 2010, había 13.661 personas residiendo en Chippewa Falls. La densidad de población era de 442,46 hab./km². De los 13.661 habitantes, Chippewa Falls estaba compuesto por el 95.06% blancos, el 1.67% eran afroamericanos, el 0.7% eran amerindios, el 0.93% eran asiáticos, el 0.03% eran isleños del Pacífico, el 0.2% eran de otras razas y el 1.41% pertenecían a dos o más razas. Del total de la población el 1.62% eran hispanos o latinos de cualquier raza.